# Atlides zava
Atlides zava is een vlinder uit de familie van de Lycaenidae. De wetenschappelijke naam van de soort werd als Thecla zava in 1878 gepubliceerd door William Chapman Hewitson.

## Synoniemen
- Thecla iracema J. & W. Zikán, 1968